# Regimiento de Infantería «Nápoles» n.º 4, de Paracaidistas
El Regimiento de Infantería "Nápoles" Nº 4, de Paracaidistas es una unidad de infantería ligera del Ejército de Tierra español. El RIPAC 4 forma parte de la Brigada "Almogavares" VI de Paracaidistas, integrada en la División «Castillejos».
Con motivo de la reorganización del Ejército de Tierra de las Unidades tipo Brigadas por la Directiva 08/12 del Jefe del Estado Mayor del Ejército en las Brigadas Orgánicas Polivalentes y para dotar de un mando conjunto a las Banderas, se crea el Regimiento de Infantería "Nápoles" Nº4 de Paracaidistas integrándose las Banderas "Roger de Flor" y "Roger de Lauria".

## Elementos Identitarios

### Denominación histórica
lE regimiento recibe uno de los nombres más tradicionales de las unidades del Ejército, el  que remonta su historia al Tercio Nuevo de Nápoles aunque no hereda su historial.

### Escudo de Armas
Escudo tajado. Primer campo plata. Segundo, campo de oro cuatro palos de gules (rojo). Sobre el todo, anclas de sable (negro) pasantes en aspa con el arganeo hacia el jefe, brochante paracaídas de oro, perfilado de sable (negro).
El campo de plata y las anclas, que formaban el escudo de armas del Regimiento “Nápoles” del que toma el nombre, aluden al origen común de las Banderas que integran el Regimiento y la disposición de tener presentes los hechos heroicos realizados por sus antecesores como referencia histórica para sus acciones futuras. El segundo campo evoca al linaje aragonés-almogávar que agrupó a lo más selecto y veterano de la Infantería Española que fue proyectada a cuantos teatros fue menester, y el paracaídas hace referencia a la particular forma de acción de la Unidad.

## Historia
El Regimiento de Infantería "Nápoles" n.º 4 de Paracaidistas se crea el 1 de enero de 2016 en aplicación de la normativa de transformación del Ejército de Tierra. El 23 de febrero de 2016, durante el acto de celebración del 50.º Aniversario de la Creación de la Brigada Paracaidista (y LXIII Aniversario de la Creación de las Fuerzas Paracaidistas del Ejército de Tierra), presidido por el General Jefe de Estado Mayor del Ejército, Jaime Domínguez Buj, toma el mando del mismo su primer Jefe, el coronel Francisco Javier Romero Marí, quien recibió de manos del JEME el nuevo Guion de la Unidad.
El 23 de febrero de 2019, recibe la Enseña Nacional en su modalidad de Bandera de manos de S.M. la Reina Doña Letizia. La Bandera fue donada por el Ayuntamiento de Paracuellos de Jarama.

### Historial de Operaciones
A pesar de ser una Unidad joven dentro de la estructura del Ejército ya ha participado en diversas Operaciones en el extranjero:
- Entre mayo de 2016 y noviembre de 2016 se designó como base de la agrupación a la Bandera "Roger de Flor" I/4, que como fuerza interina de la Organización de Naciones Unidas se desplazó a Líbano dentro de la Operación Libre Hidalgo XXV.
- Entre mayo de 2018 y noviembre de 2018 se desplegó una Unidad de Protección y un Batallón de Adiestradores de Brigada con casi 400 efectivos del Regimiento, en base a la Bandera "Roger de Lauria" II/4, enmarcados en la Operación A/I VIII OPERATION INHERENT RESOLVE bajo el mando del CJTF–OIR.
- Entre mayo de 2020 y diciembre de 2020 se designó a la Bandera "Roger de Flor" I/4 como grupo táctico de la agrupación que actúa como fuerza interina de la Organización de Naciones Unidas se desplazó a Líbano dentro de la Operación Libre Hidalgo XXXIII.

## Organización actual
- Tiene una Plana Mayor Regimental al Mando de un Teniente Coronel.
- Bandera "Roger de Flor" I/4, al mando de un Teniente Coronel, y consta de 3 compañías  de Fusiles, 1 de  Mando y Apoyo y  1 de Servicios.
- Bandera "Roger de Lauria" II/4, al mando de un Teniente Coronel, y consta de 3 compañías  de Fusiles, 1 de  Mando y Apoyo y  1 de Servicios.